# Lygodesmia
Lygodesmia là một chi thực vật có hoa trong họ Cúc (Asteraceae).

## Loài
Chi Lygodesmia gồm các loài: